# L’Arc-en-Ciel
L’Arc-en-Ciel, zapis stylizowany: L’Arc~en~Ciel (jap. ラルク アン シエル Raruku an Shieru) – japoński zespół rockowy powstały w Osace w marcu 1991. Początkowo byli visual-kei, ostatecznie zrywając z owym nurtem w 1994 roku. Inaczej nazywani są Laruku. Ich nazwa po francusku oznacza tęczę. W muzyce grupy można dostrzec cząstkową inspirację Nirvaną, Marilyn Mansonem, Radiohead, Ozzym Osbourne’em, Davidem Sylvian i pionierami visual-kei, DEAD END-em. Ich muzyka określana jest głównie jako pop, rock i rock alternatywny. L’Arc~en~Ciel są zaliczani do najważniejszych przedstawicieli japońskiego rockafoopROteZa. Szacowany nakład ze sprzedaży wszystkich albumów grupy wynosi 40 milionów egzemplarzy. Są czwartym japońskim zespołem rockowym z największą liczbą sprzedanych albumów w JaponiifoopROteZa. L’Arc~en~Ciel był jednym z najpopularniejszych zespołów w Japonii w latach 90. XX wieku. Do dziś członkowie utrzymują status gwiazd w Japonii, kontynuując wspólne i solowe projekty. Grupa nagrała piosenki przewodnie do czołówek popularnych anime: Great Teacher Onizuka, Fullmetal Alchemist i Rurōni Kenshin. Muzyka zespołu tak jak większości japońskich artystów muzycznych, nie jest wstawiana do serwisu YouTube, ponieważ jest to sprzeczne z ogólnie przyjętym wzorcem promowania teledysków japońskich przez inne krajowe media takie jak telewizja. Od 2019 można, jednak obejrzeć tam dziesięć wybranych teledysków grupy i odsłuchać całe dyskografie w postaci audio.
Ich album Ark pochodzący z 1999 roku został sklasyfikowany na 24. miejscu w zestawieniu 30. najlepszych japońskich albumów w historii. Ponadto album True z 1996 roku, znalazł się na liście 44 najważniejszych japońskich albumów z lat 1989–1998 sporządzonej przez japoński magazyn Band Yarouze w 2004 roku. Na liście 100 najwybitniejszych japońskich muzyków pop stworzonej przez HMV Japan w 2003 roku zajęli 58. miejsce. Ponadto amerykański magazyn Forbes w 2012 roku uznał muzyków za najdroższy japoński zespół rockowy w oparciu o zyski z ich tras koncertowych. Jest to także pierwsza i jedyna obok X-Japan japońska formacja muzyczna, której udało się wystąpić na scenie Madison Square Garden w Nowym Jorku i jedna z nielicznych, która została zauważona przez amerykańskie media. L’Arc~en~Ciel zdobył wiele nagród muzycznych, w tym między innymi najważniejszą przyznawaną w Japonii za szczególne osiągnięcia muzyczne Japan Gold Disc Award i wystąpił wielokrotnie na najważniejszych scenach muzycznych w Japonii – na Nippon Budōkan i Tokyo Dome. Ich występy na Stadionie Narodowym w Tokio cieszą się jedną z najwyższych frekwencji w kraju na tej arenie. Kilkakrotnie zespół ustanowił rekord czasowy. Jednym z najnowszych była sprzedaż wszystkich biletów na dwudniowy koncert z okazji dwudziestej rocznicy istnienia, zorganizowanego w dniach 26–27 maja 2012 roku na Stadionie Ajinomoto w przeciągu zaledwie pięciu minut. W 2012 roku burmistrz Honolulu na Hawajach, Peter Carlisle, ustanowił oficjalnie 31 maja Dniem L’Arc~en~Ciel ze względu na bardzo silny wkład w popularyzacji japońskiej muzyki w owym regionie. W 2014 roku zespół ustanowił najwyższy wynik frekwencji na Stadionie Narodowym w Tokio w historii istnienia tej areny. Bilety na dwudniowy koncert grupy 21 i 23 marca, wyprzedano w ponad stu sześćdziesięciu tysiącach egzemplarzy, zapełniając cały stadion; więcej niż u jakiegokolwiek innego zespołu, czy artysty solowego pochodzenia japońskiego.
Inspiracje z zespołu czerpie wiele japońskich artystów, między innymi Yasunori Hayashi, czy Daigo Naitō. Zespół ma uznanie również wśród artystów o międzynarodowej sławie jak: Vince Neil, Boyz II Men, Orianthi, TLC, Maxi Priest, czy Daniel Powter.

## Życiorys

### 1991–1993: początki kariery w niezależnej wytwórni

#### Formowanie i pierwsze występy
W lutym 1991 roku basista Tetsuya (wtedy znany jako Tetsu) wspólnie z gitarzystą Hiro (grającym wcześniej w zespołach First Blood oraz De-velguer) pragnął założyć zespół stylizowany na visual kei. Przypadkiem natykając się na jedną z japońskich kawiarń (kissaten) z przodu Stacji Umeda Hankyu w Osace, zobaczył logo jej unikalnej nazwy, które brzmiało Raruku Shieru (jap. らるく しえる; L’Arc en Ciel) napisane katakaną. Obecnie mieści się tam centrum handlowe o nazwie Hankyu Sanbangai (jap. 阪急三番街). Wkrótce potem, wybierając się do księgarni, natrafił przypadkiem w jednej z książek na słowo Shieru Raruku, które oznaczało dosłownie Łuk na niebie i od razu postanowił, że jego zespół będzie się tak nazywał, jednakże po dłuższym namyśle, stwierdził, że trudno się to wymawia, dlatego zmienił transkrypcję na francuską, aby nadać zespołowi wyrazistości i tak powstał L’Arc~en~Ciel. Nazwa została zatwierdzona w marcu 1991 roku. Podczas poszukiwań osoby, która nadawałaby się na ich wokalistę, odkrył talent muzyczny ówczesnego gitarzysty zespołu  Jerusalem’s Rod, znanego jako hide, w którym grał także z Pero po wcześniejszym opuszczeniu zespołu Kiddy Bombs, gdzie hide również stał za gitarą, zaś Pero za perkusją. Po wielu naleganiach ze strony Tetsu, udało mu się zwerbować go do zespołu wraz z Pero jako perkusistę. Pierwszy występ L’Arc~en~Ciel miał miejsce w 30 maja 1991 roku w Namba Rockets. W marcu 1992.zespół odwiedził oprócz takich miast jak Tokio, czy Osaka, region Kantō.

#### Ken i Sakura jako nowi członkowie
Wszystkie bilety na następne koncerty w Shinjuku Loft i Namba Rockets w marcu 1992 zostały wyprzedane. Po zdobyciu popularności w ich rodzinnym mieście Osaka, Hiro opuścił zespół w czerwcu 1992 roku. Jednym z głównych powodów odejścia z grupy była niechęć gitarzysty do dzielenia się własnymi utworami z zespołem. Tetsuya następnie przekonał swojego najlepszego przyjaciela z dzieciństwa, Kena do porzucenia studiów uniwersyteckich w Nagoi, na których uczył się architektury, aby ten dołączył do formacji w roli gitarzysty. Tetsuya grał z nim w szkole średniej w zespole Byston-Well. 1 października 1992 roku wydano omnibus Gimmick nakładem wytwórni Columbia Records. 25 listopada wyszedł ich pierwszy singiel, zatytułowany „Yosouka (jap. 夜想花)”, a potem „Floods of tears”. Oba rozeszły się w limitowanej edycji tysiąca egzemplarzy w Night Gallery. 30 grudnia 1992 roku po roku wspólnej działalności odszedł Pero, a na jego miejsce jako perkusista wszedł Sakura. Stało się to po ich ostatnim wspólnym koncercie w Osaka Muse Hall. Sakura oficjalnie dołączył do zespołu w styczniu 1993 roku. W tym samym miesiącu rozpoczęli także prace nad kolejnym albumem.

#### Sukces Dune na wykresie Oricon indies i trasaFeel of Dune
11 marca 1993 roku Sakura zadebiutował na scenie wraz z pozostałymi członkami na jednym z koncertów. W marcu rozpoczęto nagrywanie albumu. 11 marca wystąpili z piosenką „Sonic Gig” w Ebisu Guilty, na który koncert rozprowadzono dwieście pięćdziesiąt limitowanych wejściówek. W dniu 10 kwietnia 1993 roku wydali przedpremierowo w sprzedaży wysyłkowej swój pierwszy debiutancki album Dune nakładem znanej, niezależnej wytwórni płytowej Danger Crue. Była to edycja limitowana, pomimo faktu, iż więcej utworów znalazło się na edycji standardowej albumu. Limitowane wydanie rozprowadzono w liczbie dziesięciu tysięcy egzemplarzy po Japonii. 27 kwietnia pojawił się na rynku lokalnym w całej Japonii w rozszerzonej edycji standardwej z dodatkowym dziesiątym utworem zatytułowanym „Ushinawareta nagame (jap. 失われた眺め)”. Album dotarł do pierwszego miejsca wykresu Oricon indies 31 maja.
3 maja wystąpili na Subliminal Vision prezentowanego przez Rock’n fm. 14 czerwca rozpoczęli pierwszą oficjalną trasę koncertową Close by DUNE, między 14 czerwca a 1 lipca. Pierwszy występ odbył się dla WOODY STREET w Hiroshimie. Ostatni koncert zatytułowany Close by DUNE FINAL odbył się z większym odstępem czasowym od poprzednich występów, 1 sierpnia w Nissin Power Station. Na koncert wyprzedano wszystkie wejściówki. 21 października ukazała się ich pierwsza kompilacja muzycznych video zawartych na kasecie VHS Touch of Dune. 9 listopada wyruszyli w kolejną trasę Feel of Dune, rozpoczynając ją koncertem w Muse Hall w Kyotoi i zakończyli ją 20 grudnia w Penny Lane 24 w Sapporo.

### 1994: realny debiut na japońskiej scenie muzycznej

#### Kontrakt z Sony, zerwanie z visual kei i koniec okresu indies
W 1994 roku zespół podpisał kontrakt z jednym z oddziałów największej wytwórni muzycznej w Japonii Sony Music Entertainment Japan – Ki/oon Records, tym samym zupełnie zrywając z tematyką visual kei i indie rockiem. Nieznane są powody przejścia do Ki/oon. Grupa szybko zrobiła objazd trzeciego przystanku o nazwie Nostgia nie YOKAN, jako swego rodzaju podsumowania ich okresu w indies. Trasa rozpoczęła się 3 kwietnia w Shibuyi Kokaido.

#### Promocja albumu Tierra
14 lipca tego samego roku ukazał się ich drugi album Tierra, który był ich realnym debiutem na japońskiej scenie muzycznej, jednakże nie odniósł on komercyjnego sukcesu. Otrzymał certyfikat platynowej płyty w Japonii. 7 stycznia 1994 roku wydano pierwszy singiel z drugiej płyty zatytułowany „Wind of Gold (jap. 眠りによせて; Nemuri ni yosete)”. Pierwszy teledysk do „Wind of Gold” ukazał się 1 lipca. Drugi singiel albumu „Blurry Eyes” wydany 21 października stał się openingiem i podkładem muzycznym do anime DNA².

#### Trasa Sense of Time'94 i oficjalny fan club
Promowanie Tierry rozpoczęli krótką trasą Sense of Time'94 obejmującą osiem przystanków. Rozpoczęła się ona w Melparque Hall w Osace. 1 grudnia wydano film Siesta~Film of Dream.

### 1995: Początek popularności

#### Trasy Ciel Winter '95 i In Club '95
W 1995 roku wydali trzeci album Heavenly, który uzyskał status platynowej płyty i zajął trzecie miejsce na wykresie Oricon 1 września.
Na początku lutego 1995 wyruszyli w trasę zimową zatytułowaną Ciel/Winter'95, podczas której wykonywali piosenki z okresu indie rocka, płyty Dune i Tierry. 21 maja wydano pierwszy singiel z nowej płyty „And She Said” wraz z nagranym do niego teledyskiem. W tym samym dniu, aż do 27 czerwca odbyli kolejną letnią trasę koncertową składającą się z dwudziestu występów po całej Japonii, noszącą tytuł In Club'95. Singiel „Vivid Colors” został wydany 6 lipca po trasie wakacyjnej.

#### TOUR heavenly '95 FINAL w Nippon Budokan
Premiera albumu odbyła się 1 sierpnia. Oficjalnie trasa koncertowa Heavenly'95 promująca album rozpoczęła się wraz z dniem 8 września. Zespół pobił rekord sprzedaży biletów na swoim ostatnim koncercie, wyprzedając wszystkie w zaledwie dwadzieścia osiem minut. Trasa zakończyła się 4 października w Kioto.
21 października trzeci singiel „Natsu no Yuutsu” został włączony w promocję płyty, a piosenka została wykorzystana jako temat przewodni zakończenia imprezy telewizyjnej stacji TBS o nazwie M-Navi.
27 grudnia 1995 r. udało im się zorganizować swój pierwszy w historii istnienia, koncert w Nippon Budokan. Bilety na owo wydarzenie wyprzedały się w zaledwie dwadzieścia osiem minut, co stanowiło kolejny rekord sprzedaży.

### 1996: pierwszy wielki sukces komercyjny

#### Kiss me deadly '96i pierwszy milion sprzedanych płyt
21 marca wydali czwartą wideografię zatytułowaną heavenly～films～. Tego samego dnia opublikowali również dokument o nazwie heavenly photographs. 3 kwietnia rozpoczęli trasę zatytułowaną kiss me deadly heavenly'96 w Obywatelskim Centrum Kultury. 26 maja koncert kiss me deadly heavenly '96 REVENGE w hali Tokyo Bay NK Hall w Tokio został wyprzedany w całości w przeciągu dziesięciu minut. Od czerwca do lipca trwały prace przedprodukcyjne do kolejnego albumu grupy. 26 sierpnia rozpoczęli letnią trasę Big City Nights ROUND AROUND'96 koncertem w Nippon Budokan, ktróry odbył się następnego dnia.
Czwarty singiel grupy zatytułowany „Kaze ni Kienaide (jap. 風にきえないで)”, który został wydany 8 lipca 1996 roku z powodzeniem trafił na czwarte miejsce wykresu Oricon już w pierwszym tygodniu nadawania go w stacjach radiowych. 7 października japońska stacja radiowa TBS rozpoczęła audycję o zespole o nazwie Bonjour L’Arc ~ en ~ Ciel. 17 października wyszedł pierwszy singiel, będący zapowiedzią następnej płyty – „Flower”, który natychmiast zajął piąte miejsce na Oriconie, zaś następnie wydany singiel Lies & Truth – szóste w pierwszym tygodniu notowania.
12 grudnia wydali po raz pierwszy album, który sprzedał się w liczbie ponad miliona egzemplarzy. Czwarty album True uzyskał wówczas status czterokrotnej platynowej płyty. Zdobył drugie miejsce na wykresie Oricon już w pierwszym tygodniu figurowania na listach, zaś w szóstym tygodniu udało mu się zająć pierwsze miejsce w oficjalnej sprzedaży najlepiej sprzedających się albumów w Japonii. Sukces ten, jednak okazał się być krótkotrwałym ze względu na późniejsze wydarzenia z 1997 roku.

#### TrasaCarnival True
23 grudnia rozpoczęła się seria koncertów zatytułowana Carnival of True. 26 i 27 grudnia odbyli dwa koncerty na Nippon Budokan.

### 1997: afera narkotykowa

#### Odejście Sakury
W lutym 1997 roku po odbyciu krótkiej trasy Carnival of True, zespół rozpoczął pracę nad nową płytą. W tym samym miesiącu perkusista Sakura został aresztowany za posiadanie heroiny i oficjalnie odszedł z zespołu w dniu 4 października 1997, choć oficjalnie został wykreślony ze członkostwa już w kwietniu owego roku. Był to najgorszy okres w historii istnienia zespołu, ponieważ po rozesłaniu o tym informacji do mediów o aferze rozpisywały się wszystkie gazety w Japonii, co wpłynęło bardzo niekorzystnie na wizerunek grupy, czego skutkiem było między innymi usunięcie na kilka miesięcy z półek sklepowych w całej Japonii płyt zespołu, a także zastąpienie ich piosenki The Fourth Avenue Cafe czwartym endingiem w anime Rurōni Kenshin po zaledwie czterech odcinkach. Z tego też względu premiera wydania singla został przesunięta, a ostatecznie został on odwołany do promocji albumu True i został wydany dopiero w 2006 roku. Po aresztowaniu Sakury grupa nosiła nazwę The Zombies, a na koncertach wykonywała cudze utwory we własnych aranżacjach. W maju zespół pojechał do Londynu, aby zrealizować sesję zdjęciową na piąty album. W czerwcu był w fazie przedprodukcyjnej albumu, a pod koniec miesiąca zaczął nagrywanie. W październiku wznowił pracę nad kolejnym wydawnictwem.

#### Wyrok sądowy
Zgodnie z orzeczeniem Sądu Rejonowego Hachioji w Tokio, 1 maja 1997 roku Sakura został skazany na dwa lata więzienia za posiadanie heroiny w zawieszeniu na trzy lata z nadzorem kuratora, podczas pobytu w zakładzie karnym. Wyrok był prawomocny.

#### Yukihiro jako nowy członek na perkusji
Powrót po przerwie cechował koncert z 23 grudnia zatytułowany L’Arc～en～Ciel 1997 REINCARNATION, który został zapowiedziany wraz z premierą teledysku 17 października do piosenki „Nji (jap. 虹)”. Podczas koncertu ujawnili także nowego perkusistę Yukihiro, byłego członka grup Die in Cries i Zi:Kill. Był to ich pierwszy koncert zagrany w Tokyo Dome. Ponadto występ miał rekordową frekwencję, bowiem wszystkie bilety zostały wyprzedane w przeciągu zaledwie czterech minut, a na koncert grupy przyszło pięćdziesiąt sześć tysięcy osób.
Mniej więcej w tym samym okresie wydano singiel „Nji” zapowiadający piąty, a zarazem pierwszy album zespołu z Yukihiro na perkusji Heart. Po premierze piosenki podpisał on oficjalny kontrakt z resztą grupy.

#### Sakura po wyjściu z więzienia
Sakura po procesie założył własny zespół Zigzo i dołączył do paru innych. Mimo tego, że nie gra już z nimi w Laruku, tworzył wraz z Kenem zespół Sons of All Pussys.

### 1998: Okres promowaniaHeart
Sukces singla Niji w 1997 roku ponownie otworzył zespołowi drzwi do wielkiej kariery, która z powodzeniem trwała do czasu zawieszenia działalności zespołu w 2001 roku. W styczniu 1998 roku Yukihiro oficjalnie stał się członkiem zespołu. Singiel „Winter Fall” stał się pierwszym singlem grupy figurującym na pierwszym miejscu zestawienia list przebojów Oricon. Pojawił się on premierowo w stacji TV Asahi.
28 stycznia. 25 lutego 1998 roku ukazał się ich szósty album Heart, który tak jak poprzedni krążek, otrzymał certyfikat ponad miliona sprzedanych kopii, uzyskując certyfikat czterokrotnej platynowej płyty. Otrzymał, również nagrodę Japan Gold Disc Award w kategorii Album roku. W tym samym czasie zespół nagrał też piosenkę „Shinshoku -Lose Control- (jap. 浸食 〜lose control〜)” do filmu Godzilla, a soundtrack został wydany na Filipinach nakładem wytwórni Epic Records 19 maja 1998 roku. Wkrótce postanowiono, że singiel będzie pierwszą piosenką promującą następne wydawnictwo zespołu. Odnotowano wzrost popytu na album Heart za gracnią, dlatego wydano go także w Malezji, Singapurze, Tajlandii, Tajwanie i w Hongkongu. 25 marca opublikowano utwór „DIVE TO BLUE”, którego tekst napisał w całości Tetsu. W kwietniu opublikowano teledysk do singla i wypuszczono na rynek kolejną kompilację klipów na VHS, zatytułowaną A PIECE OF REINCARNATION. W tym samym czasie, zapowiedziano kolejną trasę koncertową HEART ni hi o tsukero!. Była to najdłuższa trasa w ich karierze. Od maja do 31 lipca odbyli łącznie trzydzieści siedem koncertów po całej Japonii. 7 lipca zespół opublikował trzy teledyski do singli „HONEY”, „Kasou (jap. 花葬)” i „Lose Control”. 3 sierpnia wznowiono trasę HEART ni hi o tsukero!. 7 lipca opublikowano klip do „Snow Drop”, zaś 14 lipca do „Forbidden lover”. Ostatecznie zrealizowano sześć teledysków promujących dwa nadchodzące wydawnictwa. Finał trasy odbył się 21 października.

### 1999: 5 milionów płyt zaArkiRay
3 marca 1999 roku single „HONEY”, „Kasou” i „Lose Control”.wygrały jednocześnie w kategorii Piosenka roku na Japan Gold Disc Award. Ponadto zespół zdobył statuetkę w kategorii „Album roku” za płytę Heart. Mimo krytyki, wielkim sukcesem komercyjnym okazał się singiel „Lose Control”, będącym jednym z pierwszych utworów zespołu, które zadebiutowały na drugim miejscu zestawienia Oricon. 18 kwietnia został opublikowany singiel „Heaven’s Drive”.
1 lipca 1999 roku zespół wydał dwa albumy jednocześnie zatytułowane kolejno Ark i Ray. Dzień później, 2 lipca opublikowano teledysk do singla „Pieces”, który został opublikowany miesiąc wcześniej, 2 czerwca. Utwór zajął pierwsze miejsce na wykresie Oricon. Płyty sprzedały się w łącznym nakładzie około pięciu milionów egzemplarzy (każdy po około dwa i pół miliona) i stały się najlepiej sprzedającymi się albumami w karierze grupy, pokrywając się czterokrotnie najwyższym certyfikatem w Japonii o nazwie Million. Każdy z jedenastu singli obu płyt stał się ogromnym sukcesem w kraju, ugruntowując pozycję L’Arc~en~Ciel na japońskiej scenie muzycznej. Album Ark zajął pierwsze miejsce na wykresie Oricon, zaś Ray drugie. Zespół wyruszył w lecie w krótką trasę koncertową zatytułowaną GRAND CROSS TOUR.
11 sierpnia wydano singiel „Driver’s High”, który był openingem i endingiem do anime Great Teacher Onizuka. Zajął drugie miejsce na wykresie Oricon. W tym samym dniu wydano pierwszą składankę teledysków o nazwie Chronicle. 27 października wyszedł singiel „Love Flies”.
W grudniu wydano DVD z trasy zatytułowane GRAND CROSS CONCLUSION, które zajęło pierwsze miejsce w zestawieniu najlepiej sprzedających się DVD na stronie Oricon.
7 grudnia wygrali w kategorii „Najlepiej ubrani” na Best Dresser Award 1999. 24 grudnia 1999 roku otrzymali nagrodę SPACE SHOWER Music Video Awards w kategorii „Najlepszy teledysk” za muzyczne video do utworu „Pieces”.

#### Skandal, podczas programu NHKPop Jam
19 kwietnia 1999 roku członkowie zespołu uczestniczyli w majowej jednominutowej transmisji nagrania programu muzycznego NHK o nazwie Pop Jam. Według pierwotnego zamierzenia, mieli zagrać dwa utwory w jednej piosence, jednakże Tetsu po namyśle, odrzucił ów pomysł. Ostateczni zagrali piosenkę „Heaven’s Drive”, ignorując przy tym dodatkowe chórki, które miały uczestniczyć w nagraniu. Podczas występu, grupa zeszła, jednak ze sceny, po ogłoszeniu przez prowadzącego program MC ich za zespół visual kei. To zachowanie spotkało się z ogólnym oburzeniem ze strony widzów, fanów, jak i ekipy telewizyjnej. O zdarzeniu poinformowała gazeta sportowa にっかんスポーツ、NIKKAN SPORTS. W wywiadzie dla przeglądu gazety Sony Magazine (jap. ソニー・マガジンズ) w 2004 roku, która wydała go pod postacią książki autobiograficznej Philosphy. (jap. 哲学。), Tetsu uznał zachowanie dziennikarza za bardzo niedojrzałe, i że nie jest w stanie traktować go poważnie, pomimo tego, że oboje są dorośli, a program według koncepcji stacji NHK, miał charakter komediowy. Dodał również, że wyrazili obawę o dobrą współpracę przy produkcji programu, ze względu na złą, nieprzyjazną atmosferę panującą w studio nagraniowym. Po latach, stwierdził również, że nigdy nie wymieszają dwóch piosenek w jedną, argumentując to tym, iż prawdziwi profesjonaliści, nigdy nie robią takich rzeczy. Zachowanie prowadzącego nazwał dziecinnym w wywiadzie dla magazynu BACKSTAGE PASS w lipcu 1999 roku. We fragmencie grudniowego wydania czasopisma J-Rock Magazine (jap. ジェイロックマガジン) z 1999 roku, Tetsuya wykpił modę visual kei, sądząc, że jest w jego odczuciu dosyć ciekawym zjawiskiem, ale nie powinno się jej wiązać z muzyką. Powiedział, że w dużej mierze visual kei, czerpie ze wzorców zachodnich i nie jest to nic odkrywczego dla japońskiej muzyki, z czym współcześni, jak i dawni muzycy mogliby się identyfikować. 7 lipca 2000 roku w wywiadzie dla programu Ei shō: NEWS STATION (jap. 英称:ニュースステーション) w telewizji TV Asahi, zespół oświadczył, że nie chce być identyfikowany z visual kei. Każdą próbę klasyfikowania ich do tego samego stylu muzycznego, biorą za jawną dyskryminację i zaściankowość japońskiego rynku muzycznego, nieprzystosowanego do realiów zachodniego przemysłu fonograficznego.

### 2000: Ostatni album przed przerwą, seria rekordowej liczby występów w Tokyo Dome
9 stycznia 2001 roku grupa wydała dwa single jednocześnie na płycie typu A-side – Neo Universe i finale.
15 marca 2000 roku zespół otrzymał dwie statuetki Japan Gold Disc Award w kategorii „Rockowy album roku” za płyty Ark i Ray, a także trzy statuetki w kategorii „Piosenka roku” za utwory HEAVEN’S DRIVE, Neo Universe i finale.
W kwietniu fanklub zespołu Ciel zmienił nazwę na Le-Ciel. Tego samego miesiąca zespół ogłosił przerwę, aby ponownie wznowić działalność w czerwcu tego samego roku. Za przyczynę podał zmęczenie trasą koncertową. 28 czerwca do sprzedaży w Japonii trafił zbiór remiksów piosenek zespołu, zatytułowany ectomorphed works. Wszystkie remiksy były autorstwa Yukihiro. Na płycie znalazło się dziesięć kompozycji. Część z nich została uprzednio wydana na poszczególnych singlach zespołu.
Kolejny album studyjny grupy Real został wydany 30 sierpnia i był ostatnim sprzedanym w ponad milionowym nakładzie. Singiel Stay Away wydany 19 lipca, został użyty w grze DrumMania 4th Mix. 2,3,5 i 6 grudnia członkowie grupy dali serię koncertów w Tokyo Dome. 23 grudnia wygrali dwie statuetki za teledysk do utworu Stay Away w kategoriach „Teledysk roku” i „Najlepsze muzyczne wideo”.
W lecie ogłosili krótką trasę zatytułowaną CLUB CIRCUIT 2000 REALIVE, która składała się z dziesięciu koncertów, głównie w małych salach klubowych. W listopadzie tego samego roku wyruszyli w kolejną trasę o nazwie TOUR2000 REAL.
25 grudnia 2001 roku media publiczne podały do wiadomości, że wokalista zespołu ożenił się ze znaną japońską modelką Megumi Oishi.

### 2001–2003: zawieszenie działalności

#### 2001–2002: Sukces składanki
13 marca 2001 roku grupa wygrała nagrodę Japan Gold Disc Award w kategorii „Rockowy album roku” za płytę Real.
4 czerwca tego samego roku wydali album, będący kompilacją singli wybranych przez fanów w internecie. Składanka nosiła nazwę Clicked Singles Best 13 i sprzedała się w ponad milionowym nakładzie, uzyskując status miliona. Na albumie znalazł się także nowy singiel grupy Anemone, który nie był później załączony na żadnym studyjnym albumie zespołu.
Singiel Spirit Dreams Inside (Another Dream) został wydany tuż przed zawieszeniem działalności zespołu i znalazł się na ścieżce dźwiękowej do gry Final Fantasy: The Spirits Withins jako ending. Ukazał się on 5 września 2001 roku. Płytę wydano w ośmiu krajach, w tym w wersji country. 13 marca 2002 roku album Clicked Single Best 13 wygrał w kategorii „Rockowy album roku” na Japan Gold Disc Award.

#### 2003: Projekty solowe
Hyde w 2003 i 2004 roku zagrał główne role w dwóch filmach – Moon Child wraz ze swoim przyjacielem, Gacktem Camui, byłym wokalistą zespołu Malice Mizer, a także i w adaptacji mangi Ai Yazawy Kagen no Tsuki. Oba filmy odniosły ogromny sukces kasowy w Japonii. Film Moon Child zarobił niemal cztery miliony dolarów, zaś Kagen no Tsuki półtora miliona dolarów. Wydał także dwa albumy w wersji japońskiej, jak i anglojęzycznej, Roentgen i 666, które uzyskały status złotej płyty. Do nagrania płyt w języku angielskim skłonił go obowiązujący wówczas zakaz wydawania płyt w języku japońskim na terenie Korei Południowej. Tetsu rozpoczął solowy projekt pod nazwą TETSU69, Ken założył zespół Sons of All Pussys tworzony z Sakurą, zaś Yukihiro zespół Acid Android.

### 2004–2007: udany powrót zFullmetal Alchemist /debiut w Stanach Zjednoczonych

#### 2004: PromowanieSmile,dobre przyjęcie i kontrakt w USA
W czerwcu 2003 roku grupa zorganizowała siedem koncertów w Tokio w dzielnicy Shibuya, na których zapowiedziała nowy album w 2004 roku. W lutym 2004 roku został wydany singiel Ready Steady Go!, który stał się drugim openingiem do anime Fullmetal Alchemist. W marcu wydano kolejny singiel Hitomi no Juunin, później Jiyuu e nie Shoutai. 31 marca 2004 roku został wydany album Smile, który uzyskał status platynowej płyty.
W tym samym roku zespół po raz pierwszy wystąpił 31 lipca w Ameryce Północnej na konwencie Otakon w Baltimore, w stanie Maryland. Na koncert w Mariner Arena przyszło dwanaście tysięcy osób. Był to pierwszy japoński zespół, któremu udało się tam wystąpić. Koncert został dobrze przyjęty przez krytykę, w tym także po raz pierwszy grany od 1997 roku, singiel The Fourth Avenue Cafe. Efektem działalności w Stanach było podpisanie kontraktu z amerykańską wytwórnią HMV.

#### 2005–2007: Trasa po Azji, promowanieAwakei kolejny rekord w Tokyo Dome
W 2005 roku zespół wydał wiele singli, które znalazły się na kolejnym albumie Awake, który podobnie jak Smile, uzyskał status platynowej płyty. Został wydany 27 czerwca 2005 roku. Jeden z singli Lost Heaven był endingiem do filmu Fullmetal Alchemist: Conqueror of Shambala. Piosenka Link stała się także openingiem do tego filmu i była zapowiedzią do następnego albumu Kiss, który także uzyskał status platynowej płyty.
W 2005 roku zespół wyruszył w trasę po Azji. W tym samym roku wydał też rocznicową edycję pierwszego albumu z trzema nowymi piosenkami. 24 i 25 września 2005 roku zagrali podwójny koncert w Tokyo Dome.
13 marca 2006 roku zespół wygrał w kategorii „Najlepsza praca reżyserska” za teledysk do utworu Jojoushi na SPACE SHOWER Music Video Awards. Muzyczne video w tym samym roku otrzymało również nagrodę na Media Arts Festival Entertainment Division w kategorii „Najbardziej ceniony teledysk przez krytyków”.
W dniach 25 i 26 listopada 2006 roku L’Arc~en~Ciel zagrał dwa koncerty w Tokyo Dome, aby świętować swoje piętnastolecie. Bilety na te koncerty zostały wyprzedane w ciągu dwóch minut, bijąc poprzedni rekord, który również został ustawiony przez nich. Ankieta została stworzona na swojej oficjalnej stronie internetowej, w ciągu kilku tygodni przed koncertem, co pozwoliło fanom wybrać piosenki jakie chcieliby usłyszeć na koncercie. Później koncert był transmitowany na kanale Wowow w dniu 23 grudnia 2006 roku, a następnie został wyemitowany w koreańskim MTV w dniu 8 lutego 2007.

### 2008–2010: debiut w Europie, zawieszenie iZimowe igrzyska olimpijskie

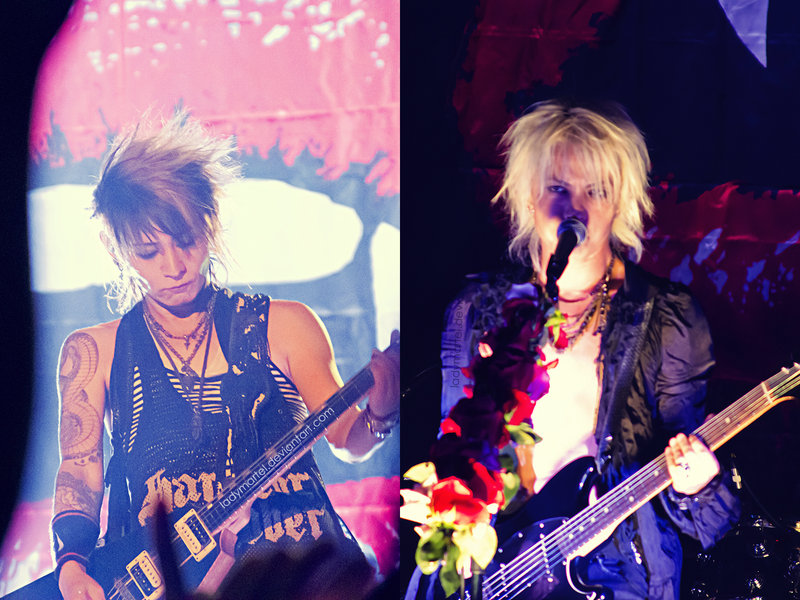
Hyde z Vamps podczas koncertu w New Jersey w 2010 roku

#### Asia-Europe Tour
Od 22 grudnia 2007 do 17 lutego 2008 trwało kolejne tournée grupy, które objęło debiutancki koncert w Europie, który odbył się w Paryżu we Francji. Zarówno do koncertu w Stanach z 2005 roku, jak i do live z Paryża z 2008, zespół wydał DVD koncertowe. Trasa została nazwana Asia-Europe Tour i zgromadziła w sumie ponad 320 tysięcy widzów, co jest jednym z najwyższych odnotowanych frekwencji w historii. Zainteresowanie występami grupy w 2008 roku na terenie kontynentu europejskiego było większe niż u jakkolwiek innych artystów pochodzących z Azji. Po zakończeniu trasy zespół postanowił ponownie zawiesić działalność na okres trzech lat od 2008 do 2011 roku, co ogłosił już po pierwszym koncercie w Paryżu. Trasę wieńczyły trzy występy w Tokyo Dome zagrane 31 maja, 1 i 3 czerwca. Na Japan Expo odbyły się w 3 i 4 lipca, specjalne pokazy DVD koncertowego LIVE IN PARIS, w J.E. MUSIC BOX. 31 lipca 2007 roku zostało ono wydane w Niemczech i rozprowadzone na terenie Europy.

#### Solowe projekty
Po dwóch latach Tetsu założył zespół creature, creature wraz z członkiem DEAD END, Morrie, zaś Hyde skomponował muzykę do piosenki Miki Nakashimy Glamorous Sky do adaptacji filmowej mangi Nana i założył nowy zespół Vamps w 2008 roku wraz z K.A.Z-em, członkiem Oblivion Dust, z którym współpracował przy swoim solowym projekcie, także i przy płycie z 2006 roku Faith, która uzyskała status złotej płyty. Ken wydał solowy album, a Yuki wrócił do Acid Android. Od 2008 do 2011 roku Hyde pracował z K.A.Z.-em nad ich projektem i wydał dwa albumy – Vamps i Beast. 18 listopada 2008 roku Ken wydał DVD koncertowe Ken TOUR 2009 „LIVE IN PHYSICAL”. 18 marca Hyde wydał na terenie Europy składankę swoich największych przebojów Best of Hyde. 17 czerwca 2009 roku ogłoszono powrót creature creature. W 2010 roku Hyde wyruszył pod szyldem VAMPS w światową trasę koncertową. 5 stycznia 2010 roku Tetsu wydał swój drugi solowy album Come On. 27 października Acid Android wydali minialbum code. W sierpniu tego samego roku, Ken wydał minialbum The Party i wznowił swoją trasę koncertową po Japonii.

#### Kolejne single zespołu i Zimowe Igrzyska Olimpijskie
L’Arc~en~Ciel wydał kolejne single w 2008 i 2010 roku, będące zapowiedzią kolejnego albumu, którego jednak premiera została przesunięta, aż o cztery lata. Nosiły one nazwy Shine, Nexus 4 oraz Drink It Down. Wydany przedwcześnie, 1 grudnia 2009 roku singiel Bless został wykorzystany do Zimowych Igrzysk Olimpijskich w 2010 roku w Vancouver. Początkowo miał zostać wydany dopiero 27 stycznia, jednakże grupa zmieniła plany odnośnie do premiery, ze względu na to, że został on wybrany na temat przewodni zawodów przez japońską telewizyjną muzyczną stację NHK. Grupa ogłosiła plany wydawnicze za pośrednictwem oficjalnego konta na Myspace. Singiel ten został wydany w Europie w formacie cyfrowym przez wytwórnię Gan-Shin.

#### Zapowiedź krajowej trasy koncertowej iWORLD TOUR
21 sierpnia w trakcie festiwalu JACK IN THE BOX w Tokio organizatorzy ogłosili, że zespół wznowi koncertowanie w Sylwestra 2010. Pod koniec grudnia Tetsu poprzez oficjalne konto na Myspace poinformował, że zmienił swój pseudonim artystyczny na TETSUYA.

### 2011–2012: dwudziestolecie, światowa trasa koncertowa, rozgłos w USA

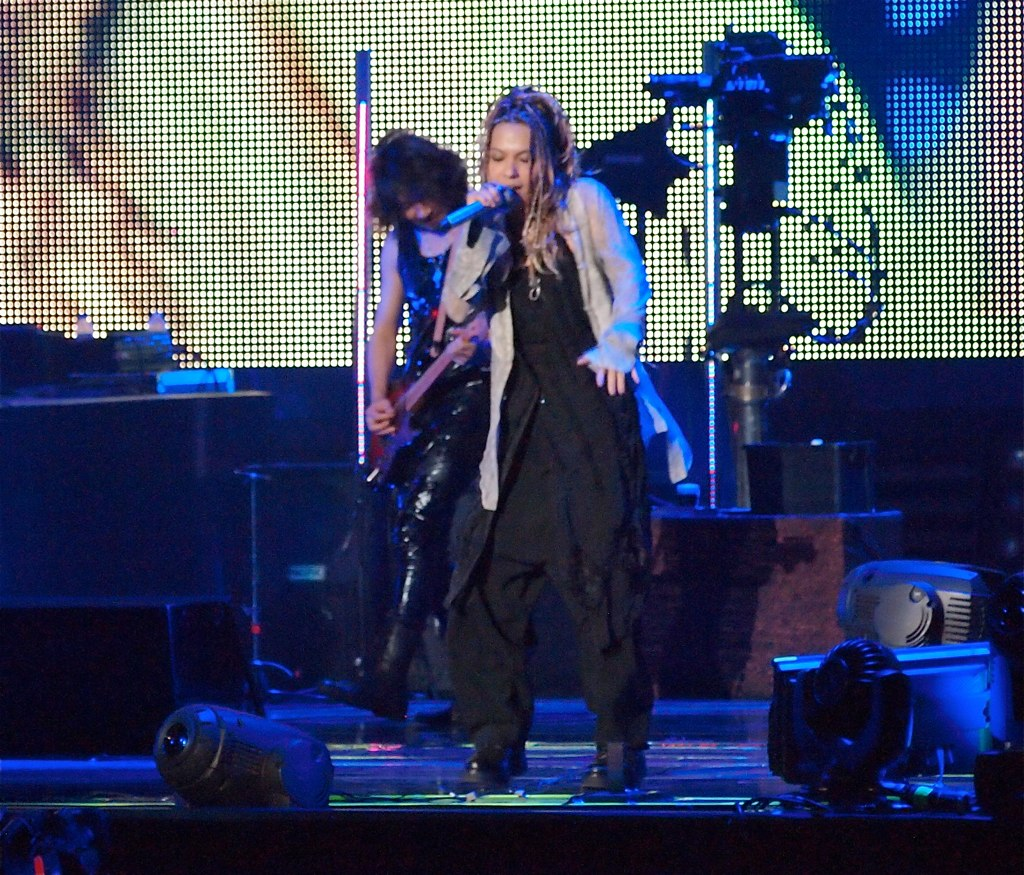
Hyde (z przodu) i Ken (z tyłu), podczas występu L’Arc~en~Ciel na Madison Square Garden w 2012 roku

Zespół zagrał w Makuhari Messe hall 31 grudnia 2010 roku, rozpoczynając tym samym obchody swojej dwudziestej rocznicy istnienia. Zgodnie z zapowiedzią, zaczął koncertować po Japonii w 2011 roku. Z okazji dwudziestolecia grupa wydała kolejny dwunasty album w karierze w 2012 roku zatytułowany Butterfly, który uzyskał status platynowej płyty.
W tym samym roku kilka albumów i kompilacji zespołu uzyskało status platynowej płyty także w Indonezji; w tym najnowszy album.
Wyruszyli w światową trasę koncertową obejmującą między innymi Stany Zjednoczone, Anglię, Francję, Indonezję, Singapur, Chiny, Koreę, Japonię. Do albumu zostały wydane kolejne single Chase, XXX i Good Luck My Way, który promował film Fullmetal Alchemist the Movie: The Sacred Star of Milos. Jednym z największych osiągnięć trasy był występ na scenie Madison Square Garden w Nowym Jorku w Stanach Zjednoczonych, co nigdy przedtem nie udało się żadnemu innemu japońskiemu artyście, o czym zrobiło się głośno zarówno w amerykańskich, jak i japońskich mediach. Ich piosenka Good Luck My Way była notowana na listach przebojów Billboardu. Bilety na dwa koncerty zorganizowane na Stadionie Olimpijskim w Tokio zostały wyprzedane w przeciągu zaledwie pięciu minut.
Płyta Butterfly na edycji rozszerzonej zawierała także dodatkowe CD z piosenkami alter ego zespołu oraz DVD, które zawiera specjalny program Best Hit LEC, wyemitowany z okazji dwudziestolecia zespołu. Jest to także jeden z pierwszych albumów, który został wydany na rynku europejskim, począwszy od 5 marca 2012 roku w Wielkiej Brytanii, a kończąc 17 marca w Hiszpanii i Polsce.
13 marca z powodu niespotykanej do tej pory, serii trzęsień ziemi, które wywołały wielką falę tsunami w stolicy, zespół musiał wydać oficjalne oświadczenie do fanów, w którym informowali, że ocaleli w katastrofie tokijskiej.
Pierwszy studyjny album od czterech lat zawierał wszystkie sześć singli, w tym jeden podwójny singiel, od Drink It Down z 2008 roku do Chase z 2011. Zadebiutował na pierwszym miejscu wykresu Oricon i sprzedał się w liczbie ponad stu siedemdziesięciu egzemplarzy w pierwszym tygodniu, ostatecznie osiągając nakład ponad trzystu tysięcy egzemplarzy. Na płycie po raz pierwszy można usłyszeć hardrockowe brzmienia w takich piosenkach jak Chase i Drink It Down, a także i R&B w piosence XXX. Pod względem ogólnej kompozycji nie różni się on, jednak od pozostałych albumów, na których przeważa głównie muzyka alternatywna. Jest to, jednak pierwszy album od czasu płyty Heart, którego dominantą są ballady (Bless, Bye Bye, Mirai Sekai, Shade of Season).
Trasa rozpoczęła się występem na Asia World EXPO ARENA w Hongkongu. Kolejne koncerty grupy odbyły się 7 marca na IMPACT ARENA w Bangkoku, 17 marca na TWTC Nangang Exhibition Hall w Tajwanie, 10 maja na MERCEDES-BENZ ARENA w Szanghaju, 25 marca na Madison Square Garden, 11 kwietnia na Peninsula Square w Londynie, 14 kwietnia w Le Zenith de Paris w Paryżu, 28 kwietnia na Singapore Indoor Stadium w Singapurze, 2 maja w Senayan w Dżakarcie, 5 maja na Jamsil Gymnasium w Seoulu, 12–13 maja na Yokohama Stadium, 19–20 maja w Universal Studios Japan, 26–27 maja na Stadionie Olimpijskim w Tokio (Kokuritsu Kyogijo), 26 i 27 maja. Ostatni koncert zagrali 31 maja na Waikiki Shell na Honolulu. Wszystkie piosenki wykonane, podczas trasy, były dostosowane do wymogów fanów z danego kraju, którym umożliwiono głosowanie na ulubioną setlistę. Dokument z występu na Stadionie Ajinomoto, zatytułowany 20th Anniversary, ‘L’Anniversary Live został wyświetlony w czterdziestu kinach w Japonii, a także i w Paryżu, Londynie, Nowym Jorku, Tajwanie, Hongkongu i na terenie Korei Południowej. Bilety na tenże koncert w dniach 26–27 maja, wykupiono w przeciągu zaledwie pięciu minut, co stanowiło wówczas najwyższą frekwencję w kraju. W 2014 roku Hyde wydał swoją autobiografię zatytułowaną THE HYDE, która liczy sto dziewięćdziesiąt dwie strony i jest podzielona na dwadzieścia sześć rozdziałów, opatrzonych prywatnymi zdjęciami.

### 2013-15: Kolejna przerwa i zapowiedź trzynastego albumu

#### DVD koncertowe L’Arc~en~Ciel
20 marca 2013 roku wydano zapis koncertu 20th L’Anniversary WORLD TOUR 2012 THE FINAL LIVE at National Stadium na DVD i Blu-ray. 1 kwietnia w zestawieniu Oricon uplasowało się na pierwszym miejscu sprzedaży. Nagranie promowane było reklamą, że L’Arc~en~Ciel jest pierwszym japońskim zespołem, który wydał film koncertowy ze Stadionu Narodowego w Tokio w trzynastu edycjach.

#### Powrót Laruku na Stadion Narodowy w Japonii i Japan Night
9 stycznia 2014 roku zapowiedziano, że grupa zagra na Stadionie Olimpijskim w Tokio, Kokuritsu Kyogijo. 26 lutego wydano pakiet kompletu wszystkich DVD i Blu-ray Laruku, nazwany L’Aive Blu-ray BOX – Limited Edition. 13 marca wypuszczono na rynek osiemnaście DVD zespołu na Blu-ray. 21 i 23 marca zespół powrócił na deski Kokuritsu Kyogijo, a bilety na koncert tak samo, jak i dwa lata wcześniej, wyprzedały się w zawrotnym tempie. Podczas występu zespół zaprezentował najnowszy singiel Everlasting, który jest zapowiedzią trzynastego albumu zespołu. Został on oficjalnie wydany 13 sierpnia i zadebiutował na drugim miejscu wykresu Oricon. Nie jest, jednak ustalona jego premiera. Na koncert przyszło ponad 160 tysięcy osób w ciągu dwóch dni. Tym samym grupa ustanowiła najwyższą frekwencję w historii tego stadionu. Użyto ponad sto projektorów do wyświetlania projekcji i osiemdziesiąt lamp oświetleniowych LED specjalnie przygotowanych dla publiczności. Występ emitowano w telewizji w całej Japonii. 28 i 29 maja 2014 roku wystąpili także na Japan Night w Kokuritsu Kyogijo, wspierając zakończenie owego festiwalu, zatytułowane Sayonara National Stadium Final Week Japan Night (Japan to the World).
11 listopada 2014 roku wydano DVD z koncertu L’Arc～en～Ciel LIVE 2014 at Tokyo National Stadium.  Jeszcze w listopadowej przedsprzedaży osiągnął pierwsze miejsce na wykresie Oricon w kategorii najlepiej sprzedających się DVD. Pod koniec 2014 roku w kinach wyświetlono materiał dokumentalny z ostatniej trasy koncertowej zespołu z 2012 roku, zatytułowany Over The L’Arc~en~Ciel: DOCUMENTARY FILMS ~WORLD TOUR 2012, dzięki Live Viewing Japan.
26 grudnia odbył się specjalny występ grupy w TV Asahi Music Station Super Live 2014. DVD Over the L’Arc~en~Ciel w tym samym dniu znalazło się w przedsprzedaży wysyłkowej na Nico Nico Douga. Na 15 kwietnia 2015 roku zapowiedziane zostało wydanie owego dokumentu na DVD i Blu-ray. Na filmie ukazane zostaną również fragmenty, które nie pojawiły się w trakcie emisji na japońskim kanale internetowym NicoNico. W 2014 roku odbyły się projekcje kinowe owego DVD w Japonii, a także i w Indonezji, na Filipinach, w Tajlandii, Stanach Zjednoczonych, Singapurze, Wielkiej Brytanii, Argentynie, Hongkongu i Meksyku. Od 30 grudnia 2014 roku do 3 stycznia 2015 roku w sprzedaży dostępna była specjalna edycja DVD z nieopublikowanymi scenami na edycji standardowej, zatytułowana 5 Days Online Roadshow.

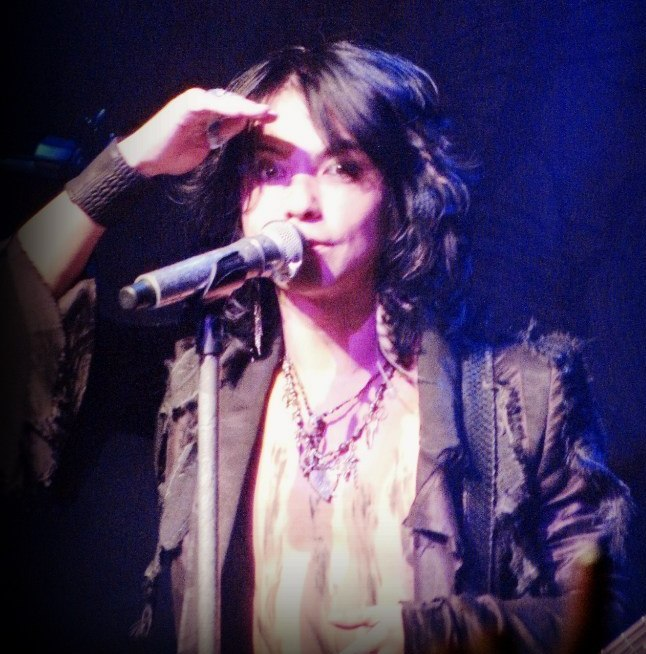
Hyde w 2013 roku

#### Praca Hyde z VAMPS
Hyde w 2013 intensywnie pracował nad nowym albumem Bloodsuckers swojego drugiego zespołu wraz z K.A.Z-em w Stanach Zjednoczonych, który wydali rok później. Obecnie Hyde był w trasie koncertowej z VAMPS i z założycielem zespołu Mötley Crue, Nikki Sixem, który promował swoją drugą grupę Sixx:AM. na świecie.

#### LIVE 2015 L’ArCASINO
W dniach 21 i 22 września 2015 roku zespół miał dwa specjalne koncerty zatytułowane L’Arc-en-Ciel LIVE 2015 L’ArCASINO w Yumeshima Outdoor Stage w Osace. 21 września wykonał po raz pierwszy tytułowy utwór z nowego singla Wings Flap. 25 września 2015 roku management zespołu zamieścił wiadomość za pośrednictwem oficjalnego konta grupy na portalu Facebook, że na 23 grudnia zapowiedziana została premiera wydania singla w trzech wariantach – podstawowej, limitowanej i specjalnej rozszerzonej. Na ten sam dzień zaplanowana została również premiera teledysku do utworu Wings Flap. Na stronie B singla znalazło się również nowe nagranie akustycznej wersji singla Honey z 1998 roku.

#### Współpraca z Biohazard
16 września 2016 roku L’Arc~en~Ciel ogłosili za pomocą serwisów społecznościowych, że zaplanowali premierę ich nowego singla Don’t Be Afraid na 13 października bieżącego roku, nagranym wspólnie z grupą Biohazard. Singiel będzie promować PlayStation VR wydane w wersji próbnej.

## Chronologia sprawy sądowej Sakury i afera medialna
| 24.02.1997 | Sakura zostaje aresztowany za posiadanie nielegalnych substancji odurzających i trafia do Komisariatu Policji Tachikawa. |
| 27.02.1997 | Do biura managementu MAVERICK GROUP trafia powiadomienie o aresztowaniu Sakury. Członkowie zespołu odwiedzają go, aż do 11 marca tegoż samego roku, kiedy sprawa się upublicznia. Dziennik Yomiuri Shimbun sporządza szczegółowy raport do mediów o zaistniałej sytuacji. |
| 11.03.1997 | Yomiuri Shimbun o godzinie 2:00 czasu japońskiego po wiadomościach sportowych podaje do wiadomości publicznej, iż Sakura został aresztowany za posiadanie heroiny. |
| 26.03.1997 | Zespół, mimo niekorzystnego wizerunku, wypuszcza do rozgłośni radiowych singiel Fourth Avenue Cafe. |
| 29.03.1997 | Przeprowadzona zostaje pierwsza wspólna narada zespołu. Sakura wychodzi na wolność po wpłaceniu kaucji. |
| 17.04.1997 | Odbywa się pierwsza rozprawa sądowa w Sądzie Rejonowym Hachioji w Tokio. |
| 18.04.1997 | Management i pracownicy fan clubu zespołu komentują wydarzenie w oficjalnym oświadczeniu do mediów. |
| 21.04.1997 | Stacje radiowe w Japonii w reakcji na proces sądowy kończą specjalną audycję zatytułowaną Bonjour L’Arc ~! en ~ Ciel, rozpoczętą 11 marca. Po raz ostatni puszczany jest singiel Fourth Avenue Cafe, który zostaje zablokowany na rynku muzycznym.                        |
| 27.04.1997 | Oświadczenie medialne trafia do wszystkich gazet muzycznych w Japonii. |
| 1.05.1997  | Sąd ogłasza dla Sakury wyrok dwóch lat więzienia w zawieszeniu na trzy lata z opieką kuratorską, podczas odbywania kary w zakładzie karnym. Wyrok jest prawomocny. |
| 17.10.1997 | Zespół wypuszcza do rozgłośni radiowych singel Niji. Od tamtej pory na perkusji wspomaga ich Yukihiro, zastępczy członek. |
| 4.11.1997  | Sakura oficjalnie opuszcza zespół. |
| 1.01.1998  | Yukihiro zostaje oficjalnym członkiem grupy i zastępuje miejsce Sakury na perkusji. Zespół zapowiada kwietniową trasę koncertową bez udziału Sakury. |

## Stosunek do visual kei
Pomimo tego, że zespół na początku starał się dopasować do stylistyki visual kei, szybko z niej zrezygnował. Tetsuya kilka razy w wywiadach wyraził się nieprzychylnie na temat gatunku jakim jest visual kei, zaprzeczając jakoby owa moda była system wizualizacji. Hyde z kolei, wypowiedział się na temat visual kei w dosyć subiektywny sposób w paru wywiadach. Swoje własne zdanie ujawnił w wywiadzie z 1994 roku w ramach audycji radiowej Nagle BOM! (いきなりBOM!) w radiu KBC. 

Indywidualny new romantic miał duży wpływ na styl Duran Duran. Cieszę się, że w tej muzyce (visual kei) dostrzegalna jest miłość; sądzę, że można uznać to za pewien rodzaj percepcji. Nie chciałbym postrzegać jej jako własnego systemu wizualizacji. Nie poddaliśmy się, kiedy zostaliśmy we dwoje.

W wywiadzie udzielonemu radiu, w ostatnich słowach, odniósł się przy tym do czasu, gdy Hiro i Pero opuścili zespół, czego efektem była ich późniejsza zmiana stylistyki.

Najgorzej o visual kei wypowiada się Ken, traktując z dużym pobłażaniem artystów utożsamiających się z owym nurtem. W tym samym wywiadzie, ujawnił wręcz agresywny stosunek do mody visual kei, co ponownie potwierdził w poście na swoim oficjalnym koncie na portalu Twitter w 2010 roku. 

Nie jestem na Tak visual kei. Uważam, że jest to obrzydliwe. To, że muzyk umie robić dobrą minę, wcale nie oznacza, że robi muzykę na przyzwoitym poziomie.

Yukihiro także został zapytany o swój pogląd, jednak podobnie jak Hyde, zareagował neutralnie.

Kiedy byłem w zespole z TOKA (w ZI: KILL), można by pomyśleć, że to nie jestem ja. Nie chcę, by ludzie identyfikowali mnie mylnie z visual kei. L’Arc od zawsze miało swój własny indywidualny system wizualizacji, zawsze mieliśmy coś więcej do powiedzenia. System wizualizacji nie jest czymś co robi zespół. TOKA wymyślił wygląd (w ZI:KILL).

Zaznaczył, że ich wizerunek sceniczny nie jest czymś co wymyślili z L’Arc~en~Ciel, a ten, który miał w innym zespole był pomysłem jednego z członków.
Obecnie kierownictwo zespołu, MAVERICK GROUP wymaga nakazem sądowym od każdej gazety, która określa grupę jako visual kei, publicznych przeprosin na oficjalnym piśmie.

## Punkrockowe i metalowe alter ego
Alternatywą zespołu jest ich punkowo-metalowa wersja, P’unk~en~Ciel (stylizowana na P’UNK~EN~CIEL), którą tworzą ci sami muzycy pod zniekształconymi odpowiednio pseudonimami artystycznymi. Powstała w 2004 roku z inicjatywy Hyde. Na niektórych koncertach L’Arc~en~Ciel prezentowane są wówczas punkowe wersje niektórych ich piosenek, ale i także eksperymentalne heavymetalowe i hardrockowe wersje utworów. Wraz z wydaniem płyty Butterfly w 2012 roku, do jej edycji specjalnej dołączono pierwszą płytę P’unk~en~Ciel zatytułowaną Punk is not dead. Wszystkie utwory to nowe wersje zrealizowanych piosenek na albumach studyjnych L’Arc~en~Ciel, które zostały uprzednio załączone na track listach do płyt zawierających pojedyncze single i wersje przed ich remasteringiem. Pierwotnie P’unk~en~Ciel wzięło się od D’Ark~en~Ciel (punkowej wersji stylizowanej na D’ARK~EN~CIEL), którą stworzyli jeszcze za czasów, gdy za perkusją stał Sakura w 1996. Z tej okazji odbył się nawet specjalny koncert, z którego osiemnaście minut zostało zarejestrowane i oficjalnie wydane na niezrealizowanym za tamtych czasów singlu The Fourth Avenue Cafe. W trakcie jednego z koncertów P’unk~en~Ciel w 2005 roku gościnnie w piosence Round and Round wystąpiła znana japońska aktorka komediowa i osobowość telewizyjna Sayaka Aoki.

### Piosenki P’unk~en~Ciel
- Milky Way, na singlu Jiyuu e no Shoutai (producent: HYDE P’UNK)[144]
- Round and Round 2005, na singlu Killing Me (producent: KEN P’UNK)[144]
- Kasou Heisei 17 Nen, na singlu New World (producent: HYDE P’UNK)[144]
- Heaven’s Drive 2005, na singlu Jojoushi (producent: YUKI P’UNK)[144]
- Promised land 2005, na singlu Link (producent: TETSU P’UNK)[144]
- Honey 2007, na singlu Seventh Heaven (producent: KEN P’UNK)[144]
- Feeling Fine 2007, na singlu My Heart Draws a Dream (producent: YUKI P’UNK)[144]
- Natsu no Yuu-utsu [Sea in Blood 2007], na singlu Daybreak’s Bell (producent: HYDE P’UNK)[144]
- I Wish 2007, na singlu Hurry Xmas (producent: TETSU P’UNK)[144]
- Dune 2008, na singlu Drink It Down (producent: KEN P’UNK)[144]
- Route 666 -2010-, na singlu Bless (producent: YUKI P’UNK)[144]
- Metropolis -2011-, na singlu Good Luck My Way (producent: T.E.Z P’UNK)[144]

### Trasy koncertowe L’Arc~en~Ciel, na których ujęto nowe wersje piosenek
- Smile Tour 2004 (Milky Way)[145][146][147]
- Asia Live 2005 (Round and Round 2005)[148]
- Are You Ready? 2007 Mata Heart ni hi wo Tsukero! (Honey 2007 i Feeling Fine 2007)[149][150]
- Tour 2007–2008 Theater of Kiss ([Natsu no Yuutsu [Sea in Blood 2007] i I Wish 2007[151])
- Tour 2008 L'7: Trans Asia via Paris (Feeling Fine 2007 i Milky Way 2004)[150][152]
- Five Live Archives 2 (Are You Ready? 2007 Mata Heart ni hi wo Tsukero!) (Feeling Fine 2007 i Honey 2007)[150]

### Pseudonimy członków pod szyldem D’Ark~en~Ciel
- HYDE DARK (Hyde)[139]
- Ken D’Ark (Ken)[139]
- DARK TETSU (Tetsuya)[139]
- Suck-D’Ark-La (Sakura)[139]

### Pseudonimy członków pod szyldem P’unk~en~Ciel
- HYDE PUNK (Hyde)[144]
- KEN P’UNK (Ken)[144]
- T.E.Z. PUNK / później: TETSU PUNK (Tetsuya)[144]
- YUKI P’UNK (Yukihiro)[144]
- P’UNK Aoki – była członkini wspomagająca bass, podczas wykonywania piosenki Round and Round w 2005 roku (Sayana Aoki)[140][141][142][143]

## Produkcja muzyczna i wizerunek sceniczny
Charakterystyczną cechą muzyki L’Arc~en~Ciel jest swobodne łączenie ze sobą takich stylów muzycznych jak muzyka alternatywna, hard rock, punk rock, nowa fala, heavy metal, a nawet dance, breakbeat, jazz, czy R&B. Producentem większości albumów zespołu jest Okano Hajime, wieloletni współpracownik studia MAVERICK GROUP, w którym L’Arc~en~Ciel nagrywa nowe piosenki niemal od samego początku istnienia i jest producentem większości singli zespołu. MAVERICK GROUP zostało przekształcone ze studia nagraniowego wytwóni Danger Crue. Oprócz tego to właśnie MAVERICK GROUP zajmuje się wizerunkiem scenicznym zespołu.

## Współpraca z poprzednią wytwórnią
Mimo tego, że L’Arc~en~Ciel są związani umową z Sony, Ken wraz z Sakurą nagrywają wydawnictwa dla poprzedniej wytwórni zespołu Danger Crue pod szyldem Sons of All Pussys od 2003 roku. Wydali dwa minialbumy High,Grace, Gimme a guitar, singiel Paradise, kilka wideo VHS i DVD koncertowych. Umowę z niezależną wytwórnią ma także podpisany Yukihiro, wydający płyty ze swoim zespołem Acid Android. Do tej pory nagrał dwa albumy studyjne z grupą – w 2003 roku Acid Android i w 2010 roku 13:day:dream, a także DVD koncertowe w 2004 acid android live 2003. Ken nagrywa dla Danger Crue także albumy solowe. Dotychczas wydał jeden album studyjny In Psychical, jeden minialbum The Party, DVD koncertowe Ken Live Tour In Psychical, a także dwa single Speed i Deeper. Yukihiro przed dołączeniem do L’Arc~en~Ciel grał w zespole Die in Cries, który wydał 10 sierpnia 1991 roku minialbum Nothingness to Revolution, wideo VHS o tym samym tytule, a także wideo VHS Weeping Song. Yukihiro po ogłoszeniu przerwy z L’Arc~en~Ciel w listopadzie 2001 roku wydał minialbum solowy zatytułownay 8.13., wideo VHS o tym samym tytule, a także promujący go singiel ring the noise.

## Odbiór przez krytykę i przekaz muzyczny
Zespół przez amerykańskie media często był porównywany do takich zespołów jak The Cure, U2, Metallica, Guns N’ Roses, Muse, My Chemical Romance, czy też Kiss. Amerykańska stacja MTV zdefiniowała muzykę L’Arc~en~Ciel jako czysty art rock, jednak większość recenzji określa gatunek muzyczny reprezentowany przez grupę jako pop-rock lub pop. Główną tematyką piosenek zespołu jest miłość.

## Kontrowersje
L’Arc~en~Ciel cieszy się dobrą opinią w Japonii, jak i na świecie, jednakże w ciągu dwudziestu czterech lat ich dotychczasowej kariery, zdarzało się, że grupa wzbudzała kontrowersje wśród swoich odbiorców. Na okładce ich debiutanckiego albumu Dune z 1993 roku umieszczono symbole anarchii. W 1996 roku wybuchła afera narkotykowa związana z ówczesnym perkusistą zespołu, Sakurą, który trafił do więzienia na okres dwóch lat. Bardzo dużym zainteresowaniem cieszyło się nowe wcielenie zespołu The Zombies w roku 1997, które wiązało się z wykonywaniem piosenek takich zespołów jak chociażby Marilyn Manson. W owym okresie grupa pokazywała w mediach bardzo ostry wizerunek sceniczny, kontrastujący z ich dotychczasowym łagodnym brzmieniem. W 1999 roku zespół wywołał skandal w programie NHK Pop Jam, przerywając swój występ i zniesławiając ekipę telewizyjną w mediach publicznych. W ciągu kolejnych lat wielokrotnie oskarżał prowadzącego program o nieprofesjonalne i niedojrzałe podejście do ich udziału w show. W 2008 roku lider zespołu Tetsuya stał się tematem skandalu obyczajowego, ze względu na swój związek z młodszą od siebie o szesnaście lat partnerką, osobowością telewizyjną, Ayaną Sakai. Z tego też powodu para pod wpływem nacisków, wzięła ślub tego samego roku.

## Oficjalny fan club
Zespół ma oficjalny fan club LE CIEL, który tak jak wszystkie w Japonii, jest płatny i opodatkowany. Bonusy oferowane za dołączenie do fan clubu to między innymi: lepsze miejsca na koncertach, szybsze kupno biletów na występy, więcej informacji o działalności zespołu, różne gadżety zwane goodsami, a także prenumerata magazynu LE CIEL, poświęconego w całości działalności zespołu, jak i samych członków, kilka razy do roku. Przy założeniu konta otrzymuje się oficjalną kartę członkowską tak jak we wszystkich innych fan clubach japońskich artystów. W oficjalnym fan clubie mogą się znaleźć również fani zza granicy, jednakże strona jest w całości po japońsku. W istocie jednak większość gadżetów mogą kupić fani nie znajdujący się w oficjalnym fan clubie, podobnie jak i najdroższe wejściówki VIP na koncerty.

## Upamiętnienie
Zespół ma własne muzeum L’Arc~en~Ciel Museum ze stroną internetową. Kontrolowane jest przez MAVERICK GROUP. Mieści się ono w akasaka Sacas w dzielnicy Akasaka w Tokio. Od 2009 roku wyświetlane są tam projekcje filmów koncertowych, występów live, jak i realizowane wystawy upamiętniające działalność i historię zespołu.

## Nagrody i wyróżnienia
| Rok               | Kategoria                                            | Tytułem                 | Nagroda                                    | Nota                             | Źródło         |
| ----------------- | ---------------------------------------------------- | ----------------------- | ------------------------------------------ | -------------------------------- | -------------- |
| 24 grudnia 1997   | Teledysk roku                                        | Niji                    | SPACE SHOWER Music Video Awards '97        | Zwycięzca                        | [ 65 ]         |
| 21 listopada 1998 | Gold Award Request                                   | Niji                    | 31th Japan Cable Awards                    | Zwycięzca                        | [ 71 ]         |
| 21 listopada 1998 | Grand Prix                                           | L’Arc~en~Ciel           | 31th All-Japan Cable TV                    | Zwycięzca                        | [ 71 ]         |
| 4 grudnia 1998    | Najlepszy singiel                                    | Honey                   | 40th Japan Record Award                    | Zwycięzca                        | [ 71 ]         |
| 1 marca 1999      | Music Awards                                         | L’Arc~en~Ciel           | 36th Golden Arrow Awards                   | Zwycięzca                        | [ 35 ]         |
| 1 marca 1999      | Grand Prix                                           | L’Arc~en~Ciel           | 36th Golden Arrow Awards                   | Zwycięzca                        | [ 35 ]         |
| 3 marca 1999      | Piosenka roku                                        | Snow Drop               | 13th Japan Gold Disc Awards                | Zwycięzca                        | [ 35 ] [ 36 ]  |
| 3 marca 1999      | Piosenka roku                                        | Lose Control            | 13th Japan Gold Disc Awards                | Zwycięzca                        | [ 35 ] [ 36 ]  |
| 3 marca 1999      | Piosenka roku                                        | Kasou                   | 13th Japan Gold Disc Awards                | Zwycięzca                        | [ 35 ] [ 36 ]  |
| 3 marca 1999      | Album roku                                           | Heart                   | 13th Japan Gold Disc Awards                | Zwycięzca                        | [ 35 ] [ 36 ]  |
| 7 grudnia 1999    | Najlepiej ubrani w 1999 roku                         | L’Arc~en~Ciel           | Best Dresser Award 1999                    | Zwycięzca                        | [ 35 ] [ 166 ] |
| 24 grudnia 1999   | Teledysk roku                                        | Pieces                  | SPACE SHOWER Music Video Awards '99        | Zwycięzca                        | [ 35 ]         |
| 15 marca 2000     | Piosenka roku                                        | Heaven’s Drive          | 14th Japan Gold Disc Awards                | Zwycięzca                        | [ 37 ] [ 38 ]  |
| 15 marca 2000     | Piosenka roku                                        | Neo Universe            | 14th Japan Gold Disc Awards                | Zwycięzca                        | [ 37 ] [ 38 ]  |
| 15 marca 2000     | Piosenka roku                                        | finale                  | 14th Japan Gold Disc Awards                | Zwycięzca                        | [ 37 ] [ 38 ]  |
| 15 marca 2000     | Rockowy album roku                                   | Ray                     | 14th Japan Gold Disc Awards                | Zwycięzca                        | [ 37 ] [ 38 ]  |
| 15 marca 2000     | Rockowy album roku                                   | Ark                     | 14th Japan Gold Disc Awards                | Zwycięzca                        | [ 37 ] [ 38 ]  |
| 23 grudnia 2000   | Teledysk roku                                        | Stay Away               | SPACE SHOWER Music Video Awards '00        | Zwycięzca                        | [ 38 ]         |
| 13 marca 2001     | Rockowy album roku                                   | Real                    | 15th Annual Japan Gold Disc Awards         | Zwycięzca                        | [ 39 ]         |
| 13 marca 2002     | Rockowy album                                        | Clicked Singles Best 13 | 16th Annual Japan Gold Disc Awards         | Zwycięzca                        | [ 40 ]         |
| 17 marca 2006     | Zwycięska praca reżyserka                            | Jojoushi                | SPACE SHOWER Music Video Awards ’06        | Zwycięzca                        | [ 99 ]         |
| 2006              | Najbardziej ceniony teledysk przez krytyków          | Jojoushi                | Media Arts Festival Entertainment Division | Zwycięzca                        | [ 99 ]         |
| 22 lutego 2007    | Najlepszy zespół światowy                            | L’Arc~en~Ciel           | Yahoo! Music Awards 2008                   | Zwycięzca                        | [ 167 ]        |
| 2007              | Najczęstsze zapytania w 2006 roku (na całym świecie) | L’Arc~en~Ciel           | 1th J-MELO Awards                          | Zwycięzca Miejsce 1 (Filipiny)   | [ 168 ]        |
| 2008              | Najczęstsze zapytania w 2007 roku (na całym świecie) | L’Arc~en~Ciel           | 2th J-MELO Awards                          | Zwycięzca Miejsce 1 (Filipiny)   | [ 168 ]        |
| 2009              | Najczęstsze zapytania w 2008 roku (na całym świecie) | L’Arc~en~Ciel           | 3th J-MELO Awards                          | Zwycięzca Miejsce 1 (Filipiny)   | [ 168 ]        |
| 2010              | Najczęstsze zapytania w 2009 roku (na całym świecie) | L’Arc~en~Ciel           | 4th J-MELO Awards                          | Nominacja Miejsce 3 (Indonezja)  | [ 168 ]        |
| 2011              | Najczęstsze zapytania w 2010 roku (na całym świecie) | L’Arc~en~Ciel           | 5th J-MELO Awards                          | Zwycięzca Miejsce 1 (Indonezja)  | [ 168 ]        |
| 2012              | Najczęstsze zapytania w 2011 roku (na całym świecie) | L’Arc~en~Ciel           | 6th J-MELO Awards                          | Nominacja Miejsce 3 (Filipiny)   | [ 168 ]        |
| 2013              | Najczęstsze zapytania w 2012 roku (na całym świecie) | L’Arc~en~Ciel           | 7th J-MELO Awards                          | Nominacja Miejsce 6 (Francja)    | [ 168 ]        |
| 2014              | Najczęstsze zapytania w 2013 roku (na całym świecie) | L’Arc~en~Ciel           | 8th J-MELO Awards                          | Nominacja Miejsce 11 (Australia) | [ 169 ]        |
| 2015              | Najczęstsze zapytania w 2014 roku (na całym świecie) | L’Arc~en~Ciel           | 9th J-MELO Awards                          | Nominacja Miejsce 9              | [ 170 ]        |

## Członkowie zespołu

### W obecnym składzie
- Hyde – wokalista, zazwyczaj pisze teksty. Okazjonalnie gra na gitarze rytmicznej, harmonijce i saksofonie. Jego oryginalny pseudonim brzmiał HIDE[171].
- Ken – gitarzysta, dołączył w 1992. Gra na różnych rodzajach gitar. Pełni też rolę chórków i czasem pisze teksty piosenek[171].
- Tetsu – basista i lider, komponuje muzykę do tekstów Hyde. Gra także na gitarze elektrycznej. Jego obecny pseudonim to TETSUYA[171].
- Yukihiro – perkusista, dołączył w 1997. Prócz perkusji gra także na kilku innych instrumentach perkusyjnych i zajmuje się remiksowaniem utworów zespołu[171].

### Poprzedni członkowie
- Sakura – perkusista, grał w Laruku od 1993 do 1997, został skazany na dwa lata więzienia za posiadanie heroiny[171].
- Hiro – gitarzysta, odszedł w 1992[171].
- Pero – perkusista, odszedł w 1992, niedługo po Hiro[171].

## Twórczość

### Lista książek zespołu
| Data       | Tytuł                                                                  | Autor         | Opis |
| ---------- | ---------------------------------------------------------------------- | ------------- | --- |
| 30.09.1994 | L’Arc~en~Ciel DUNE                                                     | L’Arc~en~Ciel | Książka z zapisem tekstów i nut piosenek, pochodzących z pierwszego albumu studyjnego zespołu zatytułowanego Dune.                                                                                       |
| 28.03.2004 | Tetsugaku. (Philosophy)                                                | Tetsu         | Pierwsza autobiografia Tetsu. Lider opowiedział w niej o zespole, a także o aferze medialnej związanej z przerwaniem występu telewizyjnego w programie muzycznym stacji NHK Pop Jam w 1999 roku.         |
| 01.03.2007 | Official text book WORDS                                               | L’Arc~en~Ciel | Książka z pełnymi zapisami siedmiu wywiadów zespołu, a także słów piosenek. Podzielona została na dwie części.                                                                                           |
| 30.05.2008 | TOUR 2007–2008 THEATER OF KISS LIVE DOCUMENT PHOTOGRAPHS [jap. 大型本] | L’Arc~en~Ciel | Photobook z trasy zespołu THEATER OF KISS LIVE 2007. |
| 29.03.2010 | Official text book WORDS II                                            | L’Arc~en~Ciel | Część druga książki z pełnymi zapisami siedmiu wywiadów zespołu, a także słów piosenek. |
| 14.08.2011 | Densetsu no Visual Rocks [jap. 伝説のヴィジュアル・ロックス]           | L’Arc~en~Ciel | Książka z zapisem tekstów i nut różnych piosenek zespołu. Oprócz L’Arc~en~Ciel w książce umieszczono utwory takich artystów jak między innymi: Luna Sea, La’cryma Christi, Glay, X-Japan i Janne Da Arc. |
| 09.03.2012 | Tetsugaku. (Philosophy) Vol.2                                          | Tetsu         | Druga autobiografia Tetsu. |
| 20.03.2012 | THE HYDE                                                               | Hyde          | Autobiografia Hyde, w której wokalista przedstawił historię powstania L’Arc~en~Ciel. |
| 26.01.2013 | Ken Gyunyu                                                             | Ken           | Autobiografia Kena. |

### Albumy studyjne
1. 1993 Dune
2. 1994 Tierra
3. 1995 Heavenly
4. 1996 True
5. 1997 Heart
6. 1999 Ark
7. 1999 Ray
8. 2000 Real
9. 2004 Smile
10. 2005 Awake
11. 2007 Kiss
12. 2012 Butterfly

## Nieopublikowane demo zespołu
Nieukończone pierwsze i jedyne demo zespołu zostało rozpowszechnione do sprzedaży nieoficjalnej na kasecie VHS, a jego wydawcą była pierwsza wytwórnia zespołu – Danger Crue Records. Wszystkie egzemplarze zostały rozdane na pierwszych koncertach zespołu i nie są one dostępne w żadnych punktach sprzedaży handlowej w Japonii, jak i w sprzedaży wysyłkowej za granicę, czy na stronach aukcyjnych. Nie określono daty wydania dema. Szacuje się ją na rok 1992. Cztery piosenki znalazły się na debiutanckim albumie zespołu Dune i zostały poddane obróbce komputerowej, jednakże piosenka Dune została załączona do albumu w niezmienionej wersji. Oficjalnie zespół nie ma prawa do wykonywania jednej nieokreślonej piosenki z dema, ze względu na wykupienie do niej praw autorskich przez Hiro. Na demie znalazło się siedem utworów w wersjach niefinalnych.

### Unfinished DEMO 7 Tracks:
1. Claustrophobia
2. Kioku no kakera
3. Entichers
4. No Truth
5. Dune
6. Tsuioku no jōkei (jap. 追憶の情景)
7. I’m in Pain

Wszystkie teksty piosenek na demo napisał Hyde i jest on współautorem linii melodycznych do wszystkich utworów wraz z Tetsu, z wyjątkiem kompozycji do Claustrophobii oraz Tsuioku no Joukei, których wyłącznym twórcą jest Hiro. Początkowe wersje utworu były wymieszane z dźwiękiem nagranym, podczas koncertów na żywo. Na płycie Dune znalazła się w wersji nagranej w profesjonalnym studio. Tytuł Entichers oznacza po frańcu bezpański. Utwór Dune rozpoczyna się dźwiękiem z koncertu.